# Kinga Czigány
Kinga Czigány (n. 17 februarie 1972, Győr, Ungaria) este o caiacistă ce a reprezentat Ungaria, medaliată olimpică. A participat la 2 ediții ale Jocurilor Olimpice (1992, 1996) în care a câștigat o medalie de aur.